# Stigmidium degelii
Stigmidium degelii är en lavart som beskrevs av R. Sant. 1993. Stigmidium degelii ingår i släktet Stigmidium och familjen Mycosphaerellaceae.  Arten är reproducerande i Sverige. Inga underarter finns listade i Catalogue of Life.